# Station Karwice
Station Karwice is een spoorwegstation in de Poolse plaats Karwice.